# Renovo
Renovo es un borough ubicado en el condado de Clinton en el estado estadounidense de Pensilvania. En el año 2000 tenía una población de 1,318 habitantes y una densidad poblacional de 439 personas por km².

## Geografía
Renovo se encuentra ubicado en las coordenadas 41°19′43″N 77°44′54″O / 41.32861, -77.74833.

## Demografía
Según la Oficina del Censo en 2000 los ingresos medios por hogar en la localidad eran de $18,636 y los ingresos medios por familia eran $23,854. Los hombres tenían unos ingresos medios de $26,328 frente a los $16,429 para las mujeres. La renta per cápita para la localidad era de $11,709. Alrededor del 30.2% de la población estaba por debajo del umbral de pobreza.